# Šarūnas Adomavičius
Šarūnas Adomavičius (* 9. November 1951 in Vilnius) ist litauischer ehemaliger Politiker und Diplomat, Verwaltungsjurist, Rechtswissenschaftler, Kriminologe, von 2009 bis 2010 stellvertretender Außenminister Litauens.

## Ausbildung
Nach dem Abitur in Vilnius absolvierte Šarūnas Adomavičius von 1969 bis 1974 das Studium der Rechtswissenschaften an der Juristischen Fakultät der Universität Vilnius. Am 27. November 1986 promovierte er an der Akademie des Innenministeriums der Sowjetunion zum Thema Kriminologische Verbrechensklassifikation und ihre Benutzung in der prophylaktischen Tätigkeit der Institutionen des Innenministeriums (Kriminologinė nusikaltimų klasifikacija ir jos panaudojimas vidaus reikalų organų profilaktinėje veikloje).
Er veröffentlichte über 20 wissenschaftliche Artikel, hielt Vorträge, Lesungen und Seminare in Tübingen, Bern, Boston und Courmayeur. Im Januar 2002 war er als UN-Experte für Verbrechensprävention in Vancouver. Zu seinen Forschungsgebieten gehören Kriminologie, Völkerrecht und Staatsrecht.

## Jurist und Diplomat
Šarūnas Adomavičius arbeitete von 1972 bis 1990 als Verwaltungsjurist. Von 1990 bis 1992 war er Assistent für Rechtsfragen beim Vorsitzenden des litauischen Obersten Rates - Restituierenden Seimas und wirkte an der Ausarbeitung der litauischen Verfassung und anderer Rechtsakte mit. Von 1997 bis 1999 war er Rechtsberater des Vorsitzenden des Seimas.
Šarūnas Adomavičius war stellvertretender Direktor der Konsularabteilung des Außenministeriums von 1992 bis 1993, Generalkonsul in Warschau von 1993 bis 1997, Botschafter in Wien von 1999 bis 2003 und Staatssekretär des Außenministeriums von 2003 bis 2005. Von 2005 bis 2009 war er litauischer Botschafter in Italien, 2006 wurde er ebenfalls in San Marino, Malta und der Schweiz akkreditiert, sowie seit 2007 bei der Vertretung der Republik Litauen bei der FAO in Rom. Am 15. Januar 2009 wurde Adomavičius vom damaligen Außenminister Vygaudas Ušackas in das Amt des stellvertretenden Außenministers der Republik Litauen berufen. Bis zum August 2010 war er Vizeminister. Seit 2014 ist er Botschafter in Polen.
Šarūnas Adomavičius spricht Englisch, Deutsch, Italienisch, Russisch, Polnisch.

## Auszeichnungen
- Lietuvos Respublikos Sausio 13-osios medalis
- Kommandeur des Ordens für Verdienste um Litauen 2003
- Lenkijos Respublikos ordino „Už nuopelnus“ kryžius.